# ياكوب هيندريتش
ياكوب هيندريتش (بالتشيكية: Jakub Heidenreich)‏ (27 أبريل 1989 في التشيك - ) هو لاعب كرة قدم تشيكي في مركز الدفاع. شارك مع منتخب التشيك تحت 17 سنة لكرة القدم ومنتخب التشيك تحت 19 سنة لكرة القدم ومنتخب جمهورية التشيك تحت 21 سنة لكرة القدم. أما مع النوادي، فقد لعب مع نادي سيغما أولوموتس وFK Bohemians Prague (Střížkov) ‏ وتاتران بريشوف ‏ وSV Eichede ‏ وفيكتوريا زيزكوف وSK Sulko Zábřeh ‏.

## روابط خارجية
- ياكوب هيندريتش على موقع الاتحاد التشيكي (الإنجليزية)
- ياكوب هيندريتش على موقع قاعدة بيانات كرة القدم.إي يو (الإنجليزية)
- ياكوب هيندريتش على موقع Soccerway.com (الإنجليزية)
- ياكوب هيندريتش على موقع عالم كرة القدم.نت (الإنجليزية)